# Hütte in der Weilach
Die Hütte in der Weilach ist eine Schutzhütte des Ortsvereins Bad Dürkheim des Pfälzerwald-Vereins, der sie seit 1964 bewirtschaftet. Sie liegt im Pfälzerwald, nordwestlich von Bad Dürkheim. Die Hütte liegt in einer Höhe von 291 m ü. NHN. Sie bietet keine Übernachtungsmöglichkeiten an. Der Name leitet sich von der etwa 500 Meter westlich gelegenen Hofruine Weilach ab. Mit den anderen Häusern des Pfälzerwald-Vereins ist sie seit 2021 mit dem Eintrag Pfälzerwaldhütten-Kultur Bestandteil des Immateriellen Kulturerbes in Deutschland der deutschen UNESCO-Kommission.

## Geschichte
Die Hütte wurde nach dem Zweiten Weltkrieg als Schwedenhaus als Unterkunft für Bedürftige erbaut. Nachdem die Hütte später für landwirtschaftliche Zwecke genutzt wurde, bot die Forstverwaltung 1964 das Objekt der PWV-Ortsguppe Bad Dürkheim zu Nutzung an, die es dann zur Wanderhütte ausbaute.

## Lage
Die Hütte liegt auf der Gemarkung der Stadt Bad Dürkheim im Mittleren Pfälzerwald im Biosphärenreservat Pfälzerwald-Vosges du Nord und im Naturpark Pfälzerwald. Sie befindet sich etwa 3 km nordwestlich der Kernstadt von Bad Dürkheim und etwa 1 km östlich vom Peterskopf (493,5 m) im Weilachtal. Westlich oberhalb der Hütte stehen talaufwärts betrachtet die Hofruine Weilach, östlich talabwärts die ehemalige Waldgaststätte Forsthaus Weilach.

## Zugang und Wandern
Die Hütte kann nur zu Fuß erreicht werden. Etwa 400 Meter östlich befindet sich der Wandererparkplatz Weilach, der über die Kreisstraßen K3 und K31 erreicht werden kann. Von der Hütte können Wanderungen zum Peterskopf mit dem Bismarckturm, zum Teufelsstein oder Kästenberg mit den Resten der keltischen Ringmauer Heidenmauer und dem römischen Steinbruch Kriemhildenstuhl führen. Nahegelegene bewirtschafte Wanderhütten sind das Forsthaus Lindemannsruhe und die Weisenheimer Hütte.